# Jupiter-A
Pour les articles homonymes, voir Jupiter.
Ne doit pas être confondu avec Jupiter-C ou PGM-19 Jupiter.
Jupiter-A est une fusée de recherche et de développement américaine dérivée du missile PGM-11 Redstone destinée à tester des composants qui seront intégrés au missile PGM-19 Jupiter. Une variante en est évoluée, le Jupiter-C, devenant plus tard le premier lanceur spatial américain opérationnel baptisé Juno I. 20 lancements au total ont eu lieu, depuis la base de cape Canaveral, en Floride, sur les complexes de lancement 5 et 6 (en), entre 1956 et 1958.

## Histoire
À partir de 1951, le missile PGM-11 Redstone est en phase de développement, avant d'être mis en service. Un programme de recherche et développement (R&D) est mis en place, consistant en l'envoi de 37 missiles Redstone. Parallèlement, le développement du missile PGM-19 Jupiter, dérivé du Redstone, a débuté. Pour tester le Jupiter, seuls 12 de ces 37 Redstone ont été réellement impliqués dans le programme de recherche et développement Redstone. Ces autres missiles Redstone comportaient des composants du missile Jupiter. Ces Redstones reçoivent le nom de "Jupiter-A". La fusée reçoit ce nom pour deux raisons : même s'il s'agit d'une fusée Redstone, l’Army Ballistic Missile Agency (ABMA) décide en septembre 1955 de le renommer ainsi car il fait partie du programme Jupiter et permet aussi d’avoir la priorité de lancement sur Cape Canaveral, car beaucoup de lancements ont lieu et les fusées Jupiter sont prioritaires sur le site.  Les premiers Jupiter-A comportaient le design dit "préliminaire" (voir la section sur le fuselage du PGM-11 Redstone). En effet, les Redstone avaient au commencement un design différent, avant qu'une refonte du fuselage soit refaite sur les Redstone. Parmi les composants incorporés dans le Jupiter A, figuraient la plate-forme de guidage à inertie Redstone ST-80, les capteurs d'angle d'attaque Jupiter, les systèmes de fusion des ogives et les boulons explosifs. Même s'il fait partie du programme, le Jupiter-A permet également de tester le missile qui en est dérivé, il a permis de tester les capacités du PGM-11 Redstone, qui, lors du premier vol de Jupiter-A, le missile Redstone n’était pas encore opérationnel, ce qui lui a permis d'être évalué. 20 lancements ont eu lieu depuis Cape Canaveral,. Aidé par sa compagnie de l'ordonnance, le bataillon 217e bataillon s'entraîna avec les Jupiter-A no. CC-17 et Jupiter-A CC-33.

## Caractéristiques techniques

### Dimensions
Jupiter-A est haute de 21,20 mètres, et un diamètre de 1,78 mètre, et une hauteur de 4 mètres pour les ailerons.

### Moteurs-fusées
Au cours de ses lancements, Les Jupiter-A ont eu plusieurs moteurs-fusées différents de la gamme Rocketdyne NAA 75-110. Lors de ses deux premières Jupiter-As (RS-11 et RS-12) lancées respectivement le 22 septembre 1956 et le 6 décembre 1956, ils disposaient du modèle A-3. À partir de la Jupiter-A RS-18, lancée le 15 mars 1956, ils avaient un moteur de fusée A-4. À partir du 2 octobre 1957, ils volent avec l'A-6 (l'A-5 n'a jamais été en service). Le dernier modèle, l'A-7, ne volera pas avec le Jupiter-A, car son arrivée en service est survenue quelques mois après l’arrêt des Jupiter-A.  Tous les Jupiter-A ont volés avec 75% d'alcool éthylique coupé à 25% d'eau, comme carburant, et de l'oxygène liquide comme oxydant. Une exception est le 19 septembre 1956 (ou le 18 septembre ?) sur la Jupiter-A RS-22, où le moteur-fusée A-4 consommait comme carburant de l’Hydyne, un mélange à 60% d’UDMH et 40% de DETA,.

## Numéro de série chiffré
Le Jupiter-A et C, faisait partie du projet Jupiter, la séquence de fabrication des fusées (qui ne sont pas nécessairement lancées dans l'ordre, et peuvent être améliorées au fur et à mesure que des solutions aux problèmes techniques sont élaborées lors de tests) a été considérée comme un secret militaire. Ainsi, la désignation peinte sur la façade des fusées n'était pas un numéro de série, mais employait un simple chiffrement de transformation que le personnel serait sûr de ne pas oublier. La clé a été tirée du nom de la base de conception et de test: Huntsville, Alabama, donnant HUNTSVILE, avec la lettre double L supprimée, :
```
H → 1 / U → 2 / N → 3 / T → 4 / S → 5 / V → 6 / I → 7 / L → 8 / E → 9 / X → O

```

La lettre X est rajoutée au codage, représentant le 0.
RS et CC peut être aussi figuré sur le nom de la fusée : RS signifie que la fusée est de construction de l’Arsenal De Redstone, CC signifie de construction de Chrysler Corporation.

### Exemple
CC-NE : N → 3 + E → 9 → 18 : CC-39.

## Chronologie des lancements
| Vol n° | Numéro de série | Date de lancement | Site de lancement | Pad de tir | Charge utile particulier | Notes | Résultat | Image |
| ------ | --------------- | ----------------- | ----------------- | ---------- | ------------------------ | --- | -------- | ----- |
| 1      | RS-11 / RS-HH   | 22 septembre 1955 | Cape Canaveral    | LC-6       |                          | Note : Premier vol avec système de guidage complet | Échec    |       |
| 2      | RS-12 / RS-HU   | 6 décembre 1955   | Cape Canaveral    | LC-6       |                          | Note : Premier vol réussi avec guidage inertiel | Succès   |       |
| 3      | RS-18 / RS-HL   | 15 mars 1956      | Cape Canaveral    | LC-6       |                          | Note : Le premier lancement de Jupiter A par l'ABMA, un missile Redstone modifié équipé d'éléments du système de navigation et de contrôle inertiel du Jupiter IRBM. | Échec    |       |
| 4      | RS-19 / RS-HE   | 16 mai 1956       | Cape Canaveral    | LC-6       |                          | | Échec    |       |
| 5      | CC-13 / CC-HN   | 19 juillet 1956   | Cape Canaveral    | LC-5       |                          | Note : Premier missile construit par la Chrysler Corporation | Échec    |       |
| 6      | RS-20 / RS-UX   | 8 août 1956       | Cape Canaveral    | LC-6       |                          | | Succès   |       |
| 7      | CC-14 / CC-HT   | 18 octobre 1956   | Cape Canaveral    | LC-6       |                          | | Succès   |       |
| 8      | RS-25 / RS-US   | 31 octobre 1956   | Cape Canaveral    | LC-6       |                          | Échec : Commande de coupure au sol donnée après 10 secondes de vol en raison d'un dysfonctionnement du gyroscope de lacet.                                           | Échec    |       |
| 9      | RS-28 / RS-UL   | 14 novembre 1956  | Cape Canaveral    | LC-6       |                          | Note : Guidage LEV-3 utilisé plutôt que ST-80 | Échec    |       |
| 10     | CC-15 / CC-HS   | 29 novembre 1956  | Cape Canaveral    | LC-6       |                          | | Succès   |       |
| 11     | RS-22 / RS-UU   | 19 décembre 1956  | Cape Canaveral    | LC-6       |                          | Note : Carburant Hydyne utilisé | Échec    |       |
| 12     | CC-16 / CC-HV   | 19 janvier 1957   | Cape Canaveral    | LC-6       |                          | | Échec    |       |
| 13     | CC-32 / CC-NU   | 14 mars 1957      | Cape Canaveral    | LC-6       |                          | Note : Premier missile expédié directement de Chrysler au site de test                                                                                               | Échec    |       |
| 14     | CC-30 / CC-NX   | 28 mars 1957      | Cape Canaveral    | LC-6       |                          | | Succès   |       |
| 15     | CC-31 / CC-NH   | 26 juin 1957      | Cape Canaveral    | LC-6       |                          | | Échec    |       |
| 16     | CC-35 / CC-NS   | 12 juillet 1957   | Cape Canaveral    | LC-6       |                          | | Succès   |       |
| 17     | CC-37 / CC-NI   | 26 juillet 1957   | Cape Canaveral    | LC-6       |                          | | Succès   |       |
| 18     | CC-38 / CC-NL   | 11 septembre 1957 | Cape Canaveral    | LC-6       |                          | | Échec    |       |
| 19     | CC-39 / CC-NE   | 2 octobre 1957    | Cape Canaveral    | LC-6       |                          | Note : Premier essai en vol du moteur North American Aviation Rocketdyne A-6 avec une poussée au niveau de la mer de 78 000 lbs.                                     | Succès   |       |
| 20     | CC-41 / CC-TH   | 31 octobre 1957   | Cape Canaveral    | LC-6       |                          | | Échec    |       |
| 21     | CC-42 / CC-TU   | 11 décembre 1957  | Cape Canaveral    | LC-6       |                          | Note : Test du kit d'adaptation Hardtack | Succès   |       |
| 22     | CC-45 / CC-TS   | 15 janvier 1958   | Cape Canaveral    | LC-6       |                          | Note : Test de la nacelle Hardtack | Succès   |       |
| 23     | CC-46 / CC-TV   | 12 février 1958   | Cape Canaveral    | LC-6       |                          | Note : Test du kit d'adaptation Hardtack | Succès   |       |
| 24     | CC-43 / CC-TN   | 27 février 1958   | Cape Canaveral    | LC-6       |                          | | Succès   |       |
| 25     | CC-48 / CC-TL   | 25 juin 1958      | Cape Canaveral    | LC-6       |                          | | Échec    |       |

## Galerie

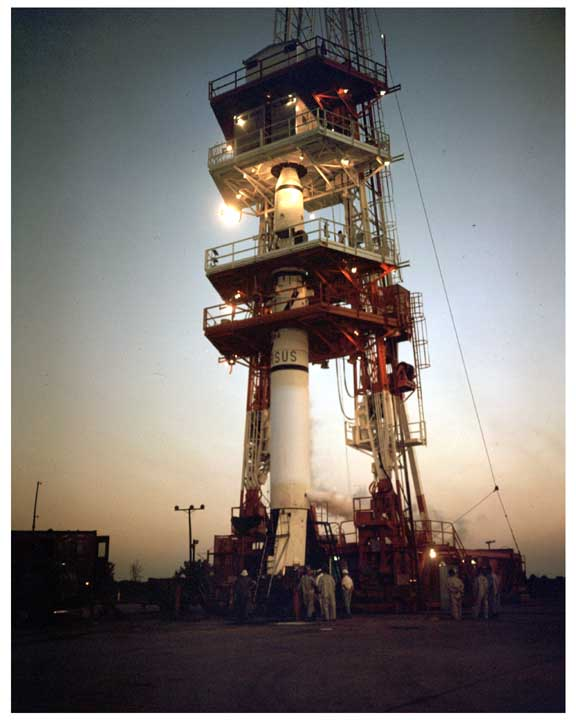
Jupiter-A RS-25
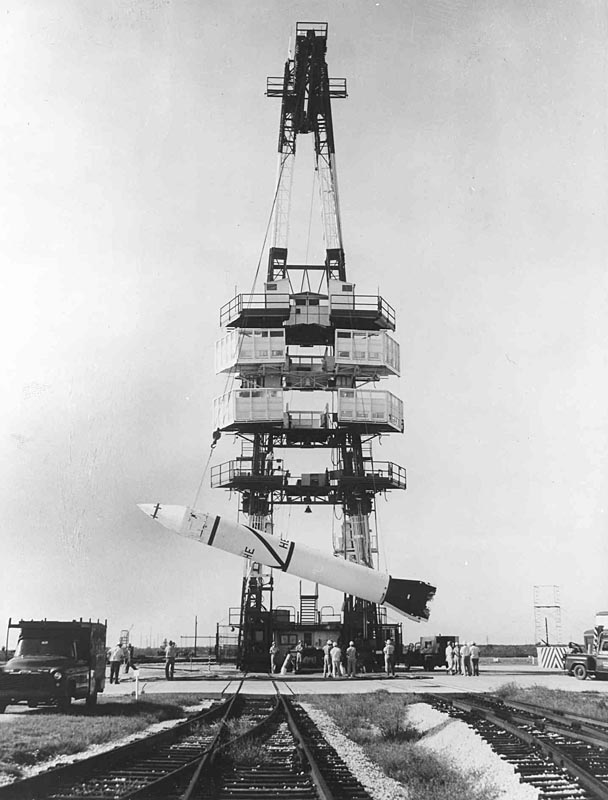
Jupiter-A RS-19 en érection
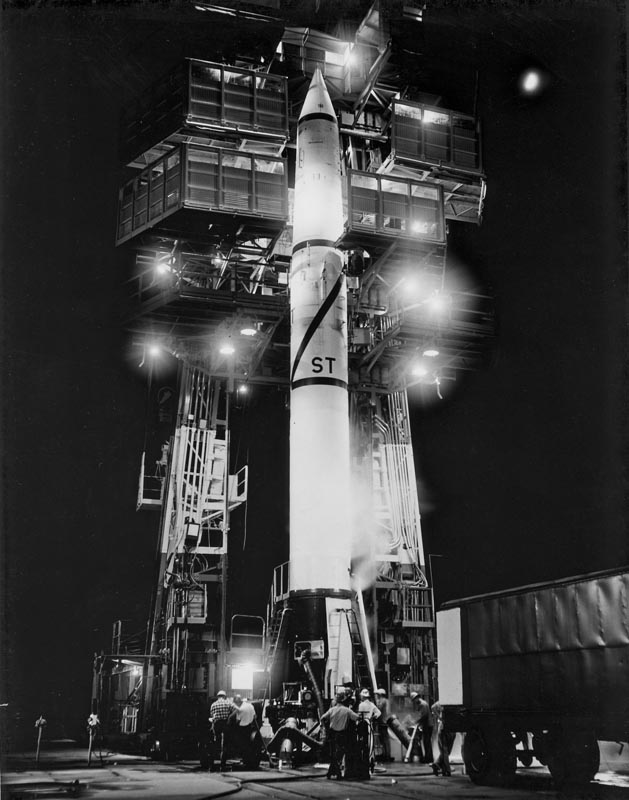
Jupiter-A CC-52 dans son "gantry"
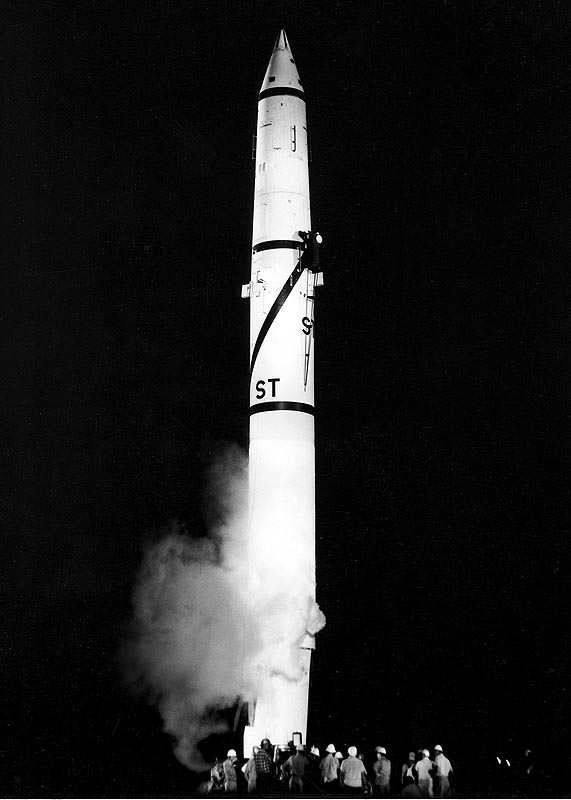
Jupiter-A CC-52, dominant l'équipe au sol
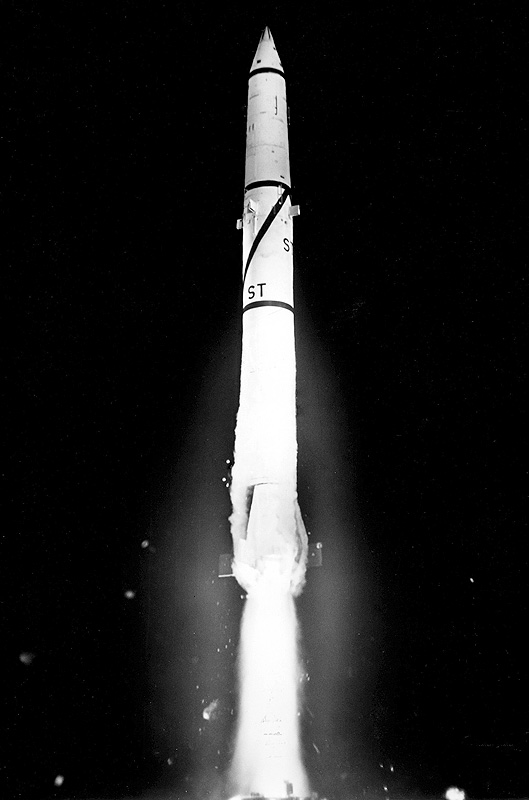
Décollage du Jupiter-A CC-52
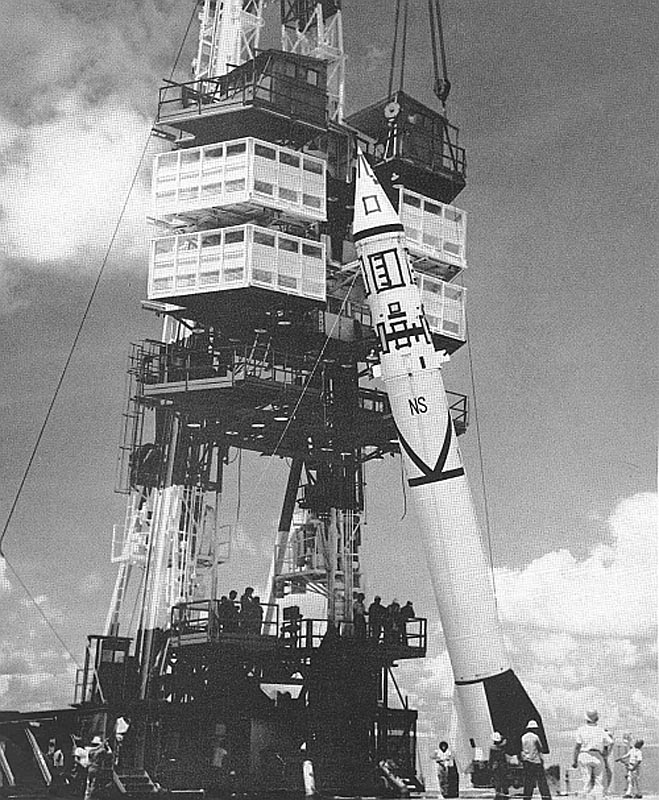
Jupiter-A CC-35 en érection
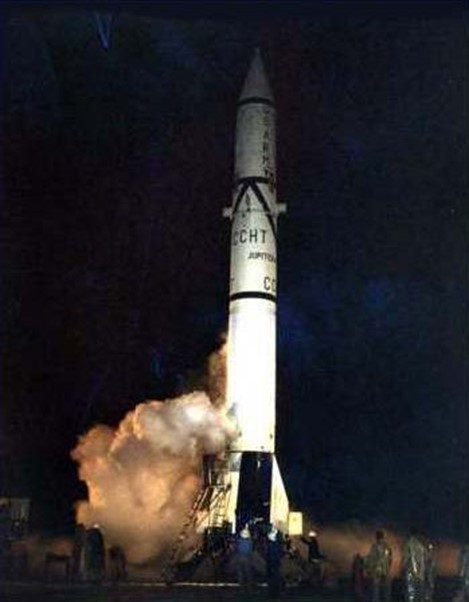
Jupiter-A CC-14